# Classe Evstafii
Pour les articles homonymes, voir Evstafiev (homonymie).
La classe Evstafii est une classe de deux cuirassés Pré-Dreadnoughts construits pour la Marine impériale de Russie au début du XXe siècle. Ils prennent tous les deux part à la Première Guerre mondiale avec la flotte de la mer Noire.

## Conception
La conception des navires de la classe Evstafii est basée sur celle du cuirassé Potemkine ; quelques améliorations sont néanmoins apportées grâce aux enseignements tirés de la guerre russo-japonaise. Le blindage des ponts supérieurs passe de 6 pouces (152 mm) à 8 pouces (203 mm), et 3 pouces (76 mm) sont rajoutés aux extrémités du navire, ainsi qu'au niveau de l'artillerie secondaire. Celui du pont principal est épaissi et réarrangé. Les deux cuirassés disposent de 4 canons de 305 mm répartis en 2 tourelles doubles, de  4 canons de 203 mm, de 12 canons de 152 mm, de 14 canons de 75 mm et de 3 TLT de 450 mm. 22 chaudières Belleville alimentent 2 turbines qui développent 18 000 chevaux, emmenant les navires à une vitesse de 16,5 nœuds (31 km/h).

## Unités de la classe
| Nom              | Chantier                       | Quille        | Lancement       | Mise en service | Destin         |
| ---------------- | ------------------------------ | ------------- | --------------- | --------------- | -------------- |
| Evstafii         | Chantier naval de la mer Noire | Décembre 1903 | 3 novembre 1906 | 5 août 1910     | Démoli en 1922 |
| Jean Chrysostome | Chantier naval de Sébastopol   | Novembre 1903 | 13 mai 1906     | 11 août 1910    | Démoli en 1922 |

## Histoire
Les deux navires de la classe, l'Evstafii et le Jean Chrysostome entrent tous les deux en service dans la flotte de la mer Noire de la Marine impériale de Russie. Ils participent à plusieurs combats en mer Noire durant la Première Guerre mondiale, l'Evstafii étant même navire amiral pendant quelque temps. Ils prennent part à plusieurs escarmouches avec la marine ottomane et participent à la bataille du cap Sarytch en compagnie des cuirassés Panteleïmon, Trois Hiérarques et Rostislav. Durant la guerre civile russe, les deux navires font brièvement partie de la jeune marine ukrainienne à Sébastopol. En mai 1918, ils sont capturés par les Allemands avant d'être rendus aux Alliés en novembre. Les Britanniques détruisent les machines afin d'empêcher leur utilisation par les bolcheviks contre les russes blancs. Les navires sont finalement démolis en 1922.